# 野村万作
 野村 万作（のむらまんさく）は狂言方和泉流野村万蔵家の名跡。元は六世野村万蔵の本名。
- （初世）野村万作 - 六世野村万蔵（1898年-1978年）の本名。1903年の初舞台から1923年に六世万蔵を襲名するまで、本名である「万作」を舞台名として使用した。
- 二世野村万作（1931年- ） - 六世野村万蔵の次男、本項にて詳述。1950年に舞台名として父の本名・「万作」を襲名（兄・萬（七世万蔵）の四世万之丞襲名と同時）。

二世 野村 万作（ のむらまんさく、本名・野村 二朗（のむら じろう）、1931年（昭和6年）6月22日 - ）は、狂言方和泉流能楽師。
「万作の会」主宰。狂言方和泉流野村万蔵家の人物。
文化功労者、日本芸術院会員、重要無形文化財「狂言」の各個認定保持者（人間国宝）、練馬区名誉区民。

## 概要

### 来歴
野村万蔵家六代当主・六世野村万蔵の次男として生まれる。1934年、3歳で初舞台を踏み、1950年に父の本名である「万作」を襲名（兄・太良（萬）の四世万之丞襲名と同時）。
旧制東京都立第五中学校、学制改革後の東京都立小石川高等学校を経て、1953年に早稲田大学第一文学部を卒業。
年子の兄・太良（野村萬）と共に戦後の伝統芸能不遇の時代から狂言の普及に努め、広い支持を集めた。また、六世万蔵の本名に過ぎなかった「万作」の舞台名を一代で築きあげた。
以後芸術祭大賞、日本芸術院賞、紀伊國屋演劇賞、坪内逍遥大賞など受賞多数。1990年（平成2年）には紫綬褒章受章。2007年には父の六世万蔵、兄・萬（七世万蔵）に続いて人間国宝に各個認定されている。2023年には兄・萬（七世万蔵）に続き、文化勲章を受章した。

### 名跡の相続
父の六世万蔵の死後、兄・萬（七世万蔵）と万作で名跡を分割相続することとなった。
その後、当主名の「野村万蔵」の名跡は長男である兄・萬（太良）に引き継がれた。兄・萬（七世万蔵）の後は太良の長男・五世万之丞（八世万蔵）が「野村万蔵」の名跡を引き継ぐ予定であったが、五世万之丞（八世万蔵）が父の萬（七世万蔵）に先立ち死去した。これを受け、萬（七世万蔵）の次男・良介（九世万蔵）が亡き兄に代わり、「野村万蔵」の名跡を襲名(相続)し、今日にいたる。
また、万蔵家の次期当主が名乗る「野村万之丞」の名跡は、萬の長男・五世万之丞（八世万蔵）が襲名した。五世万之丞（八世万蔵）の死後は萬の孫（八世万蔵の甥）・虎之介が六世として相続している。
そして、次男である二朗（万作）は父の本名・「万作」と祖父の隠居名・「萬斎」を引き継ぐこととなった。当初は二朗（万作）が「萬斎」を襲名する予定であったが、二朗（万作）は尊敬する師父・六世万蔵の本名である「万作」という名前に愛着があったため、自身では「萬斎」を襲名する事はしなかった。そして、息子・武司に「萬斎」を襲名させた。

### 人物
『釣狐』を都合26回もつとめたことに代表されるように芸に関して情熱的な性格である事から能楽ファンは万作に早くから注目していたのだが、一般知名度は決して高くなかった。しかし、1977年に「ネスカフェゴールドブレンドの「違いの分かる男」に選ばれてCM出演をするようになると、その名と顔が一躍全国のお茶の間にまで知られる存在となった。
『世界大百科事典』の編集委員をつとめ、その「狂言」（海外公演と反響）の項目を執筆した。

### 親族
妻で詩人の阪本若葉子（阪本越郎の長女）との間に三女一男、二世野村萬斎は長男、孫に野村彩也子（萬斎の長女、TBSアナウンサー）、野村裕基（萬斎の長男）。
兄に七世野村万蔵（野村萬）、弟に野村四郎と野村万之介がいる。
甥に八世野村万蔵（五世野村万之丞）と九世野村万蔵がいる。
姪孫（兄・萬の孫）に野村太一郎と六世野村万之丞がいる。

## 年譜
- 1934年 - 『靫猿』にて初舞台
- 1950年 - 父の本名・「万作」を二世として襲名。『三番叟』『奈須与市語』を被く。
- 1953年 - 早稲田大学第一文学部卒業。[4]
- 1956年 - 『釣狐』を被く。
- 1960年 - 『花子』を被く。
- 1978年 - 文化庁芸術祭大賞受賞。
- 1979年 - 紀伊国屋演劇賞受賞。
- 1982年 - 文化庁芸術祭優秀賞受賞。
- 1986年 - 法政大学観世寿夫能楽賞を受賞。「狸腹鼓」を被く。
- 1990年 - 日本芸術院賞受賞。
- 1995年 - 紫綬褒章受章。
- 1998年 - 坪内逍遙大賞受賞。
- 2003年 - ベスト・ファーザー イエローリボン賞受賞。
- 2006年 - 朝日賞受賞[5]。
- 2007年 - 父・六世野村万蔵、兄の野村萬に続き重要無形文化財保持者（人間国宝）に認定（各個認定）された。
- 2008年 - 練馬区名誉区民に選定[6]。長谷川伸賞受賞。
- 2011年 - 練馬文化センター名誉館長就任[7]。
- 2012年 - 旭日小綬章受章[8]。
- 2015年 - 兄・野村萬（七世野村万蔵）に続き文化功労者となる[9]。
- 2022年 - 兄・野村萬（七世野村万蔵）に続き日本芸術院会員となる。
- 2023年 - 兄・野村萬（2019年受章）に続き文化勲章を受章する[10]。

## 出演

### ドキュメンタリー
- このあたりのもの〜禍（わざわい）の時、狂言三代の見つめる遠い未来〜（2021年1月11日、NHK-BS）

### CM
- ネスレ日本 ネスカフェ ゴールドブレンド（挑む篇、1977年）[11]

## 出版物・参考文献
本人著書に自伝的随筆の『太郎冠者を生きる』（野村万作 著、白水社 1984年、ISBN: 4560032289、白水Uブックス 1991年）がある。
また狂言師野村万作を多角的に分析した芸談に『狂言 三人三様　野村万作の巻（最終回）』（野村萬斎・土屋恵一郎 編、岩波書店　2003年）がある。

## 万作の会
万作の会（まんさくのかい）は、二世野村万作を中心とした、狂言の公演をおこなう日本の団体である。

### 「万作の会」に所属する狂言師
- 野村万作（のむら まんさく）
- 野村萬斎（のむら まんさい）
- 野村裕基　(のむら　ゆうき)
- 石田幸雄（いしだ　ゆきお）
- 野村太一郎（のむら　たいちろう）
- 野村遼太（のむら　りょうた）
- 深田博治（ふかた　ひろはる）
- 高野和憲（たかの　かずのり）
- 中村修一（なかむら　しゅういち）
- 内藤連（ないとう　れん）

### 万作の会主催講演
- 万作を観る会[13]
- 狂言ござる乃座[13]
- よこはま「万作・萬斎の会」[13]

### その他活動
- 狂言DX（デジタルトランスフォーメーション） - 万作の会をNTT西日本グループがICTでサポートし、「狂言」の普及・伝承そして活用をめざすプロジェクト[14]
- 練馬薪能 - 2016年（平成28年）に行われた練馬区独立70周年イベントの一環として石神井松の風文化公園にて初演[15]。以降、継続的に行われている[16]。